# アイリク湖
アイリク湖（アイリクこ、中国語: 艾里克湖、英語: Ailik Lake）は中国新疆ウイグル自治区にある湖で、ジュンガル盆地の北西部、グルバンテュンギュト砂漠の端に位置している。行政地域的には、カラマイ市ウルホ区にあり、区内の市街地から南東約20 kmにある。

## 概要
アイリク湖には、ジュンガル盆地の北縁にあるサウル山脈に発した白楊川が流れ込んでいる。この川は湖に入る際に小さなデルタを形成する（北緯45度58分00秒 東経85度47分00秒 / 北緯45.96667度 東経85.78333度）。1999年には、湖の水面の標高は海抜273〜276メートルであった。
白楊川貯水池と黄楊泉貯水池の建設、およびそれに伴う灌漑、養殖、およびその他の経済的ニーズによる白楊川水域の分水のため、アイリク湖は1980年代に縮小し始めた。1980年代半ばまでに、その面積はわずか15平方キロメートルになり、深さは1メートルにもならなかった。1990年代までには、それは実質的に枯渇していたといえる。
しかし、アイリク湖はイルティシュ・カラマイ運河の完成によって復活した。運河が北緯46度7度45度、北緯85度25度35度で白楊川を横切るので（北緯46度7分45秒 東経85度25分35秒 / 北緯46.12917度 東経85.42639度）、運河から白楊川に水の約3分の1が流れるように準備された。これにより、ウルホ地区の給水状況が改善され、川が再びアイリク湖に到達できるようになった。2003年に発表された報告によると、2000年8月1日の運河の開通以来、ほとんど干上がっていたアイリク湖は、沢山の魚がいる深い湖に回復することができた。現在、湖は50平方キロメートルを占め、最大深さは7メートルになっている。
重要な地質学的特徴は、アイリク湖地域がKewu断層であり、これはアイリク湖から小アイリク湖（小艾里克湖、北緯45度45分35秒 東経85度34分13秒 / 北緯45.75972度 東経85.57028度）へ、さらに干上がったアランヌル湖（中国語: 艾兰诺尔、北緯45度42分00秒 東経85度23分00秒 / 北緯45.70000度 東経85.38333度）へ、北東から南西の方向に走っている。1915年までは、このアランヌル湖がマナス川の終点であった。
アイリク湖からの地表水の流れはないが、この湖の一部の水は、Kewu断層の地面の割れ目から季節的により浸透して小アイリク湖に浸透すると考えられている。潜在的には、南西のさらに遠い乾燥したアランヌル湖に、同じ断層から水が浸透している可能性がある。

## 参照項目
- 白楊川（Baiyang River）